# Bibingka
Bibingka ist eine zur philippinischen Küche gehörige Art von Reiskuchen, welcher normalerweise zur Weihnachtszeit verzehrt wird. Er wird traditionell in Tontöpfen gebacken, die mit Bananenblättern ausgelegt sind.

## Zubereitung
Bibingka wird aus Reismehl und Kokosmilch oder Wasser zubereitet. Andere Zutaten sind individuell stark unterschiedlich, häufig verwendete Beigaben sind allerdings Eier und Milch. Viele Rezepte enthalten darüber hinaus Mochi-Reismehl. Die traditionelle Zubereitung ist sehr zeitaufwendig. Ein speziell gefertigter Terracotta-Behälter wird mit einem einzelnen Bananenblattteil ausgelegt. Der Behälter wird über heißen Kohlen erhitzt und die Reismehl-Wasser-Zubereitung hineingegossen, darauf achtend, nicht die Blätter zu verfehlen. Ein weiteres Bananenblattteil wird obenauf gelegt und mit weiteren heißen Kohlen bedeckt.

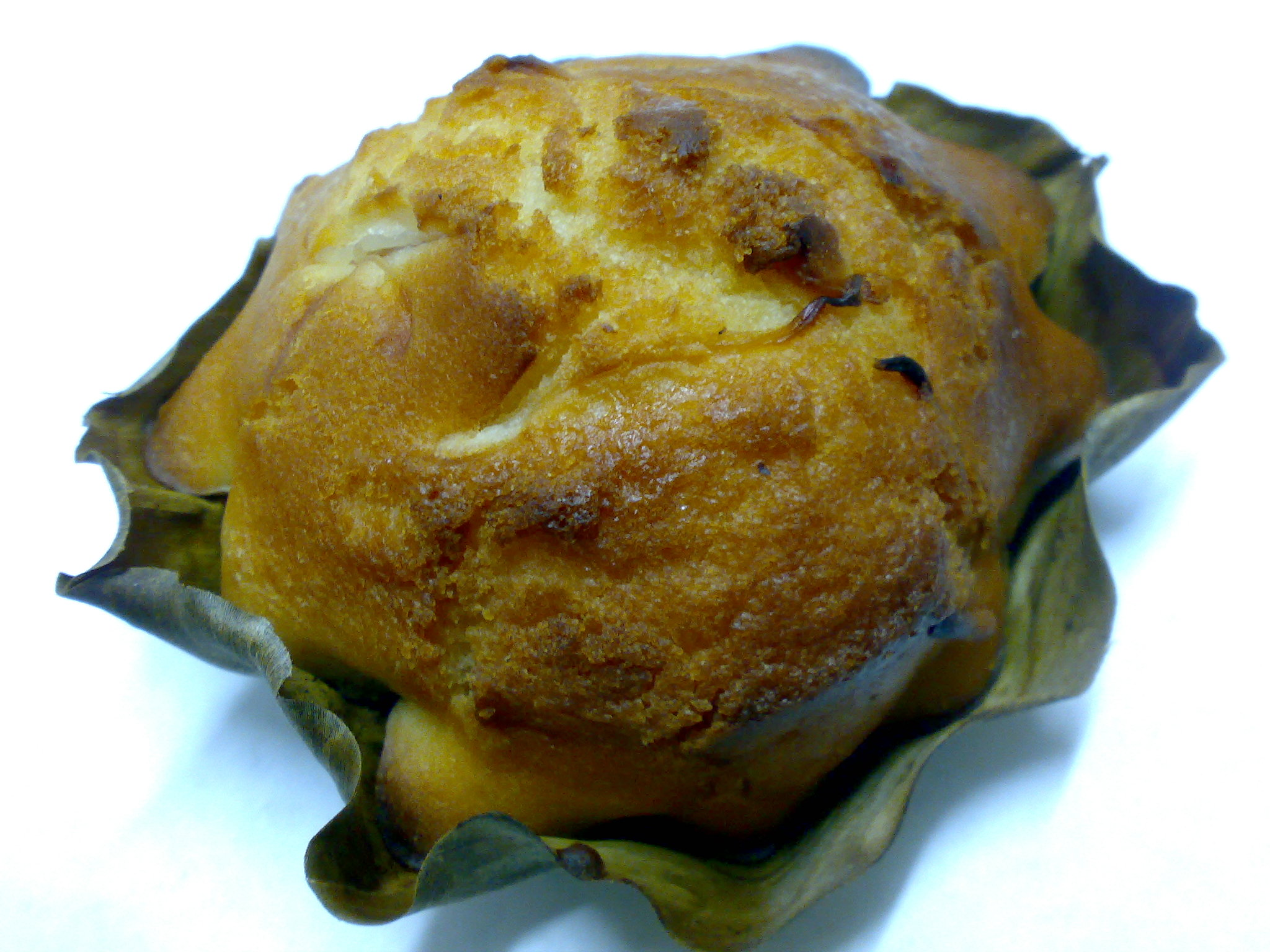
Kommerziell hergestellte bibingka in einem Bananenblatt, welcher die charakteristischen eingekerbten Kanten zeigt

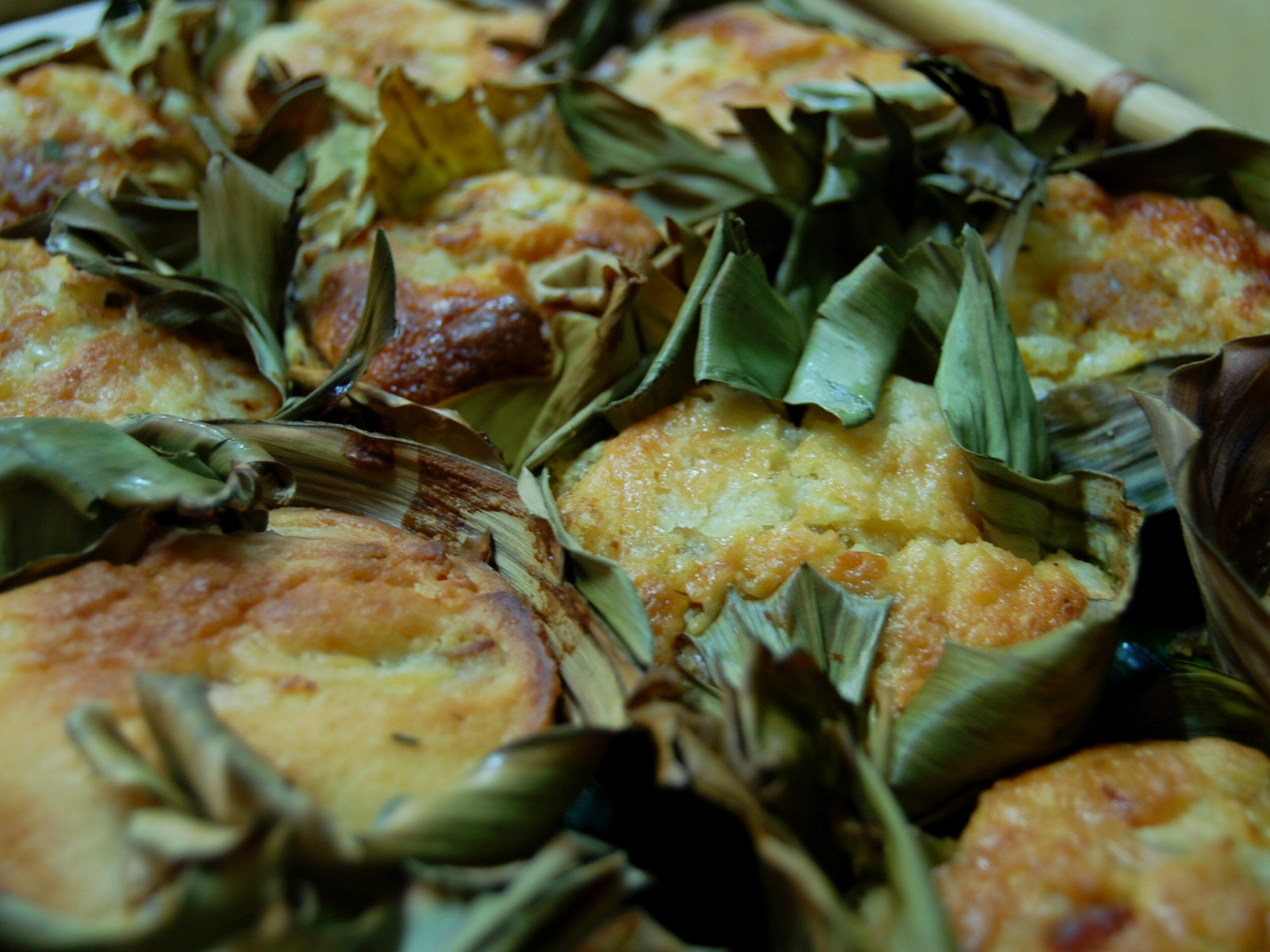
Bibingka Galapong gekocht mit Scheiben gesalzener Eier mit Kokosraspeln und kesong puti.

Das Endergebnis ist ein weicher und von der Konsistenz her schwammähnlicher, flacher Kuchen, der auf beiden Seiten leicht verkohlt ist und mit dem einzigartigen Aroma getoasteter Bananenblätter durchzogen ist. Nach dem Backen werden Beläge hinzugefügt, diese bestehen normalerweise aus Butter/Margarine, Zucker, Käse oder Kokosraspeln. Weitere, seltenere, Zugaben sind unter anderem pinipig (zerstoßene unreife Reiskörner), Ananas und gesalzene Enteneier. Eine Mischung aus zwei oder mehreren Belägen auf einem einzelnen bibingka ist ebenfalls gängig. Üppig belegte, bzw. Zutaten enthaltende Bibingka werden zuweilen bibingka especial genannt.
Mit moderneren Methoden zubereitete bibingka werden in einem Ofen, einem caldero (Kessel) oder normalen Pfannen gebacken. Dem fertigen Bibingka fehlt somit der charakteristische rauchige Geruch von Holzkohle, ist andernfalls aber identisch, insbesondere dann, wenn auch hier mit Bananenblättern ausgelegt wird. In philippinischen Bäckereien massenproduzierte bibingka werden auch in traditionellen Zinnformen gebacken, was ihnen ein mit Zinnen versehenes Aussehen verschafft, ähnlich einem puto oder puto mamon (Muffins).
Bibingka wird am besten heiß serviert. Große bibingka können in verschiedene Stücke geschnitten (oder gebrochen) werden und können 4 bis 6 Leute versorgen.

## Geschmack und Textur
Bibingka hat eine weiche, schwammähnliche Textur, ähnlich wie puto, eine weitere Art philippinischen Reiskuchens. Er wird meistens heiß oder warm verzehrt und hat einen leicht süßlichen Geschmack, ähnlich wie Reispudding. Die Ober- und Unterfläche (sowie die traditionelle Auskleidung aus Bananenblättern) sind normalerweise ebenfalls verkohlt, was zum Geschmack beiträgt.

## Herkunft und Abwandlungen
Bibingka wird ebenfalls als allgemeingültiger Begriff für mit Mehl hergestellte und auf die gleiche Weise gebackene Desserts verwendet. Der Begriff kann grob mit "[Reis]kuchen" übersetzt werden. Ursprünglich war damit lediglich bibingka galapong gemeint, die häufigste Variante von bibingka, bestehend aus Reismehl. Andere aus den Philippinen stammende Kuchen wurden manchmal jedoch auch als bibingka bezeichnet. Zur Zubereitung dieser wurden teilweise auch andere Mehlarten verwendet, darunter Maismehl, Mehl bestehend aus Maniok oder normales Mehl und werden allgemein als gänzlich verschiedene Gerichte angesehen. Bibingka kann auch mit eher ungewöhnlichen Zutaten hergestellt werden, darunter Schokolade. Laut Völkerkundler E. Arsenio Manuel ist bibingka, ebenso wie biko (ein weiteres philippinisches Dessert, welches aus glutenhaltigem Reis hergestellt wird), das Resultat von chinesischen Einflüssen auf die Kultur der Philippinen. Der Name entstammt dem Hokkien-Stammwort "bi" (米, 'ungekochtes Korn').
Trotz der Namensähnlichkeiten bezeichnet die philippinische bibingka nicht das gleiche wie das goanische Dessert, das als bebinca oder bibik bezeichnet wird. Hierbei handelt es sich um eine Art von Schichtpudding, welcher mit regulärem Mehl hergestellt wird.
Die meisten Zubereitungen von bibingka unterscheiden sich nur anhand des verwendeten Belags. Die häufigsten Varianten von bibingka werden unten aufgelistet:
- Bibingka galapóng ist die traditionelle Form von bibingka, hergestellt mit Reismehl.[4] Es wurde ursprünglich lediglich aus Reismehl und Wasser hergestellt.
- Bibingkang malagkít wird aus Klebreismehl hergestellt.[4] Es ist feucht und wird normalerweise in würfelförmigen Blöcken serviert.
- Bibingkang Mandaue (Mandaue-style Bibingka) sind bibingka aus Mandaue, Cebu. Sie werden traditionell mit tubâ (ein alkoholhaltiges Getränk, das aus Arecaceae-Saft hergestellt wird) und ihnen einen leicht sauren Nachgeschmack verleihen. Heutzutage wird tubâ häufig durch Hefe ersetzt.[5]
- Bibingkang kamoteng kahoy wird aus Cassava-Mehl hergestellt und sieht Pudding sehr ähnlich. Es ist allerdings eher unter der Bezeichnung Cassava-Kuchen bekannt.[2]

|  |  |  |  |  |

## Bibingkain der Kultur der Philippinen
Bibingka werden in der philippinischen Küche traditionell zur Weihnachtszeit verzehrt. Es wird normalerweise zusammen mit puto bumbóng im Anschluss an die Simbang Gabi ('Nachtmesse', die Filipino-Version des Misa de Gallo konsumiert). Sie werden während der neuntägigen Novena vor Kirchen an Kirchgänger zum Frühstück verkauft.
Die Stadt Dingras, Ilocos Norte, erwartet eine Guinness-World-Records-Zertifizierung, nachdem eine kilometerlange Cassava Bibingka gebacken wurde, die aus 1000 Kilos Cassava bestand und von über 1000 Anwohnern verzehrt wurde (Stand 9. Oktober 2007). Darüber hinaus wird in Baliuag, Bulacan, bibingka zusammen mit Salabat (Ingwertee) serviert und von ansässigen Geschäften kostenfrei verteilt.

## Wiwingkain Indonesien
Wingko babat, Wiwingka ore Bibika wird auch aus Reismehl und Zucker hergestellt und in einem Topf gekocht, der mit Bananenblättern ausgelegt ist, wobei ein zweiter Topf obenauf gestellt wird.